# حمام مصطفوی
حمام مصطفوی مربوط به دوره پهلوی اول است و در شهرستان اراک، بخش خنداب، شهر خنداب، محله حصار، خیابان شهید رجایی واقع شده و این اثر در تاریخ ۱۸ اسفند ۱۳۸۷ با شمارهٔ ثبت ۲۵۰۲۸ به‌عنوان یکی از آثار ملی ایران به ثبت رسیده‌است. این حمام توسط سید حاج آقا علی مصطفوی فرزند حاج آقا محمد مصطفوی به میراث فرهنگی اهدا شد.

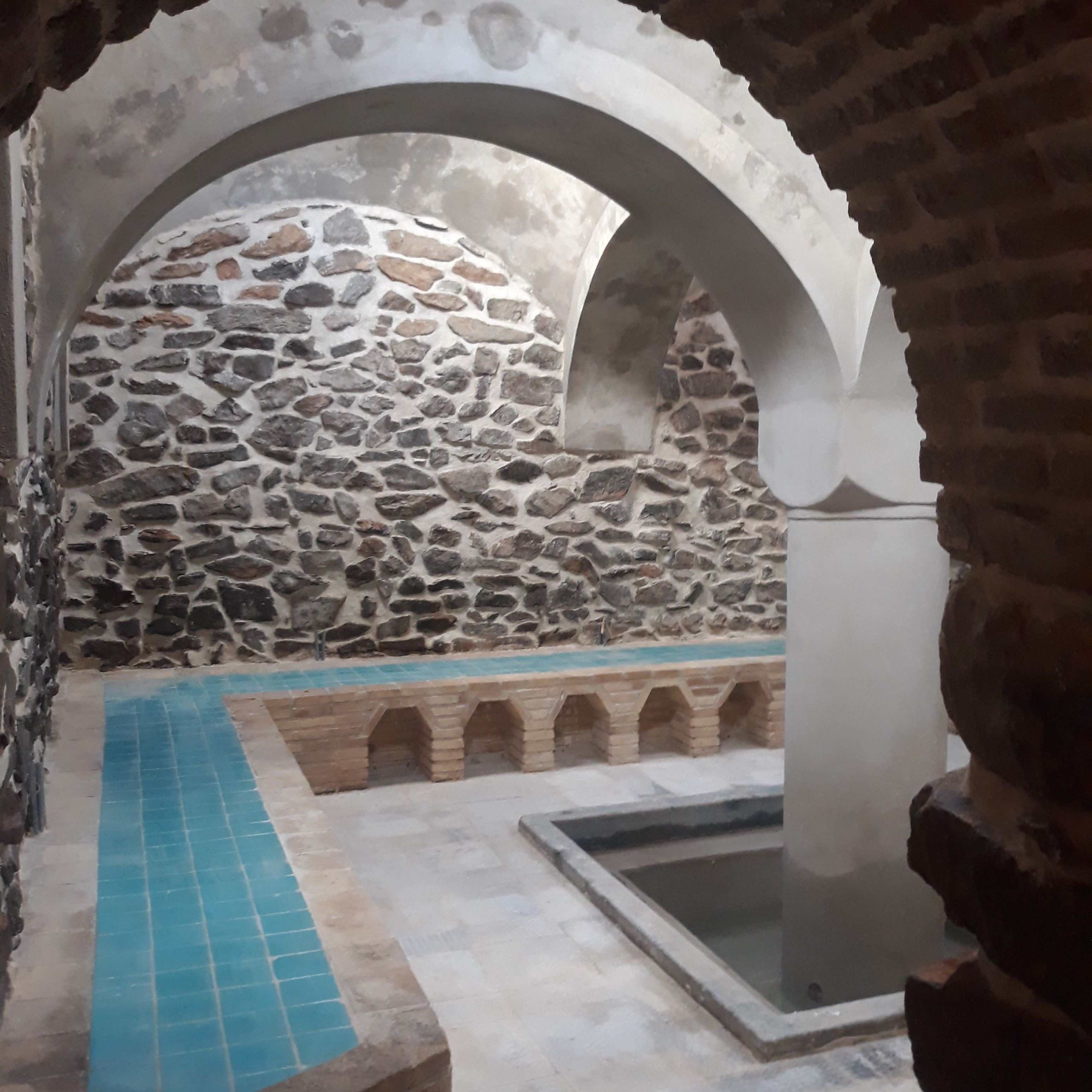
حمام مصطفوی

بر اساس شعر زیر از مرحوم حاج آقا قاضی زاده که دربارهٔ این اثر تاریخی سروده شده‌است تاریخ اتمام بنا این حمام سال ۱۳۸۵ هجری قمری مصادف با ۱۳۴۴ هجری شمسی می‌باشد:
توفیق حق رفیق کسی کاندرین جهان
آثار نیک خود کند نقش روزگار
از بهر استفاده دنیا و آخرت
خلق خدا برند از آن بهره بی شمار
در این زمان بماند یک آثار معظمی
از سید معظمی در قریه حصار
حاج سید محمد مصطفوی آنکه آورند
فامیل او به همیت و مردیش افتخار
آن مرد نیک نام و نکوکار و مهربان
آن سید جلیل و شریف و بزرگوار
این کار نیک هست یک حمام با صفا
هم محکم و وزین و متین است و استوار
دیوارهای آن همه از سنگ بسته شد
تا قرن‌ها بماند از او رسم و یادگار
تنها نه این بناست از آثار نیک وی
پیوسته امر خیر بدش عادت و شعار
همواره بود غم خور بیچاره و فقیر
هم یاور غریب و یتیمان دلفکار
افسوس و حیف ناشده اتمام این بنا
وادی السلام قم بشدش مرقد و مزار
در روز فوت وی ز ره مهر و دوستی
گریه کنان اهالی خنداب و هم حصار
البته این نتیجه نیکی است در جهان
مردم غلام نیکی و احسان بهر دیار
هر چند این بنا ره انجام طی نکرد
باقی بماند از سر تقدیر نیمه کار
لیکن آقا علی خلف امجدش نمود
با اهمیتی بقیه حمام برگزار
یارب چنان پدر به بهشتش مقام ساز
هم این پسر به خیر و سعادت کن استوار
معمار این بنای خجسته است استوه ای
هم نام ابراهیم خلیلش تو برشمار
تاریخ آن به سیصد و هشتاد و پنج شد
بعد از هزار از قمری این حساب دار
بنگر به طبع «احمد قاضی» که بسته‌است
عقد جواهرات ز اشعار آبدار